# Gaetan Pikioune
Gaetan Pikioune, né le 6 juillet 1965, est un homme politique vanuatais.

## Biographie
Après une carrière comme comptable, il est élu député de la circonscription rurale de l'île d'Espiritu Santo lors des élections législatives de 2016 ; il entre au Parlement de Vanuatu comme membre du mouvement Nagriamel. Il est tout de suite nommé ministre des Finances et de l'Économie dans le gouvernement de coalition de Charlot Salwai. En avril 2018 il est exclu du Nagriamel, étant accusé notamment d'avoir soutenu l'idée d'un impôt sur le revenu sans avoir consulté au préalable le parti. Il fonde alors le Mouvement libéral de Vanuatu.
Il conserve son ministère durant l'intégralité de la législature 2016-2020, mais les élections législatives de 2020 produisent un changement de gouvernement, et Gaetan Pikioune siège dès lors sur les bancs de l'opposition. En mai 2023, il entre au gouvernement d'Ishmael Kalsakau comme ministre de la Santé. Le gouvernement perd toutefois la confiance du Parlement en septembre, et Gaetan Pikioune son ministère.